# Виитасуо, Элла
Элла Виитасуо (фин. Ella Viitasuo; род. 27 мая 1996, Лахти, Хяме) — финская хоккеистка, защитница клуба «Эспоо Блюз» и женской сборной Финляндии по хоккею. Бронзовый призёр зимних Олимпийских игр в Пхёнчхане. В составе сборной Финляндии выступала на чемпионате мира 2016 года, участница чемпионатов мира до 18 лет 2012, 2013 и 2014 годов. Лучший молодой игрок сезона 2017/2018.